# North American A3J Vigilante

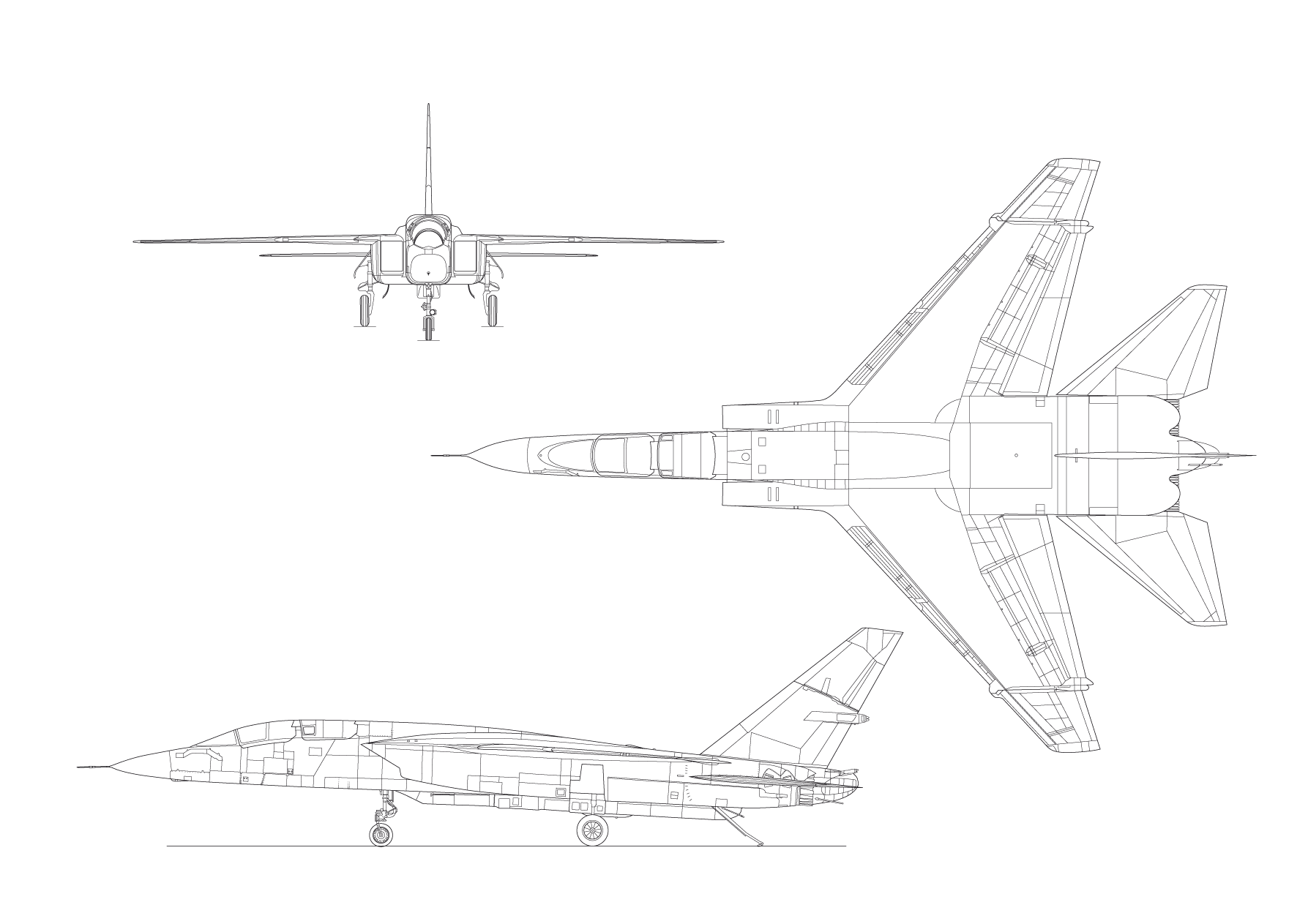

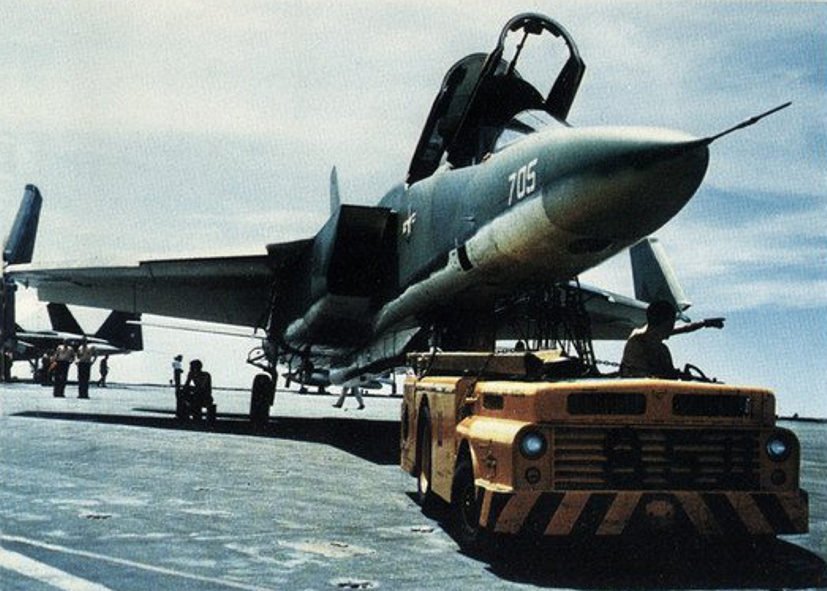

De North American A3J Vigilante was een tweepersoons supersonisch aanvals- en verkenningsvliegtuig van de U.S. Navy, gebouwd door de Columbus Division van North American Aviation. Het toestel kwam in 1961 in dienst. De Navy-typeaanduiding A3J werd vervangen door A-5 in 1962, toen de US Air Force, US Army en de US Navy een gemeenschappelijk systeem van typeaanduiding gingen hanteren.

## Beschrijving
Het toestel was tot dan een van de zwaarste en meest complexe voor gebruik op vliegdekschepen. Het kon opereren vanop de nieuwe supervliegdekschepen van de Navy, zoals de USS Forrestal (CV-59) en andere schepen uit de Forrestalklasse. Het had een hooggeplaatste pijlvleugel met aangeblazen flaps. Voor de constructie gebruikte men geavanceerde materialen zoals aluminium-lithium-legering voor de bekleding van de vleugels.  De Vigilante had geavanceerde elektronica aan boord, waaronder een digitale computer en een vroege head-up display en fly-by-wire systeem. Het toestel had een intern bommenruim dat speciaal ontworpen was om bij supersonische snelheid gebruikt te worden. De bommen (typisch een kernbom type Mk 28) werden achterwaarts uitgeworpen langs een cilindrische opening tussen de twee motoren. Dit systeem bleek echter in de praktijk niet betrouwbaar en er is nooit een bom "op scherp" meegenomen in het bommenruim. In de plaats daarvan werden er brandstoftanks in geplaatst. De Vigilante had ook twee vleugelpylonen voor afwerpbare brandstoftanks. Bij de latere versie A-5B werden dat vier ophangpunten. Piloot en navigator zaten achter elkaar en hadden elk een schietstoel.

## Historiek
North American Aviation kreeg in september van 1956 een contract voor de ontwikkeling van een compleet wapensysteem, met inbegrip van een aantal prototypes. Het nieuwe toestel kreeg de aanduiding A3J en de naam Vigilante. North American bouwde twee prototypes; het eerste exemplaar werd uitgerold op 15 mei 1958. De eerste vlucht volgde op 31 augustus 1958. Het tweede prototype vloog in november maar stortte neer in juni 1959. De eerste serieversie werd de A3J-1 (later A-5A), die in juni 1961 in dienst kwam bij de Navy.
Door een gewijzigd beleid van de Navy, die de strategische rol niet meer aan bemande bommenwerpers toevertrouwde maar aan ballistische raketten gelanceerd vanop onderzeeërs, werd de rol van de Vigilante gewijzigd naar verkenning. Vanaf 1963 werden de reeds geleverde bommenwerpers buiten dienst gesteld en omgebouwd tot RA-5C, met o.m. een zijwaarts gerichte radar (side-looking airborne radar, SLAR) en verschillende camera's en sensoren aan boord. Ze behielden het bommenruim zodat ze theoretisch inzetbaar bleven als aanvalsvliegtuig. Van de verbeterde A-5B, die in april 1962 was besteld werden twaalf van de achttien exemplaren al op de productielijn afgewerkt als RA-5C, de andere zes werden later omgebouwd.
De RA-5C werd in de Vietnamoorlog ingezet vanaf augustus 1964. Vigilantes vlogen vaak gevaarlijke missies op lage hoogte, waarbij 18 toestellen werden neergehaald. Nog een aantal ging door ongevallen verloren, zodat er van 1968 tot 1970 36 nieuwe machines gebouwd werden.
Vanaf 1974 werd de Vigilante uit de actieve dienst teruggetrokken. Eind 1979 vond de laatste vlucht van een Vigilante plaats. Er zijn in totaal 158 Vigilantes gebouwd (2 prototypes, 59 A-5A, 6 A-5B en 91 RA-5C).